# ケプラー42
ケプラー42(Kepler-42)は、はくちょう座の方向に地球から126.2光年離れた位置に存在する恒星である。別名KOI-961。

## 物理的性質
| 木星 | ケプラー42 |
| ---- | ---------- |
| 木星 | Exoplanet  |

ケプラー42は、スペクトルタイプがM型の、直径が太陽の17%、質量が13%という小さな恒星である。これはむしろガス惑星に近い大きさで、木星と比較して直径は1.66倍、質量は136倍しかない。光度は太陽の0.24%しかない暗い恒星である。ケプラー42は423ミリ秒/年という大きな固有運動を持っている。

## 惑星系
ケプラー42には、2012年現在3個の太陽系外惑星が発見されている。いずれも2012年1月10日にケプラー宇宙望遠鏡によって発見された。いずれもケプラー42から非常に近いところを公転しており、大きさも非常に小さい。2012年6月以前は、仮のカタログ名であるKOI-961と呼ばれていたが、6月に正式にケプラーの名前がつけられた。

### 大きさ

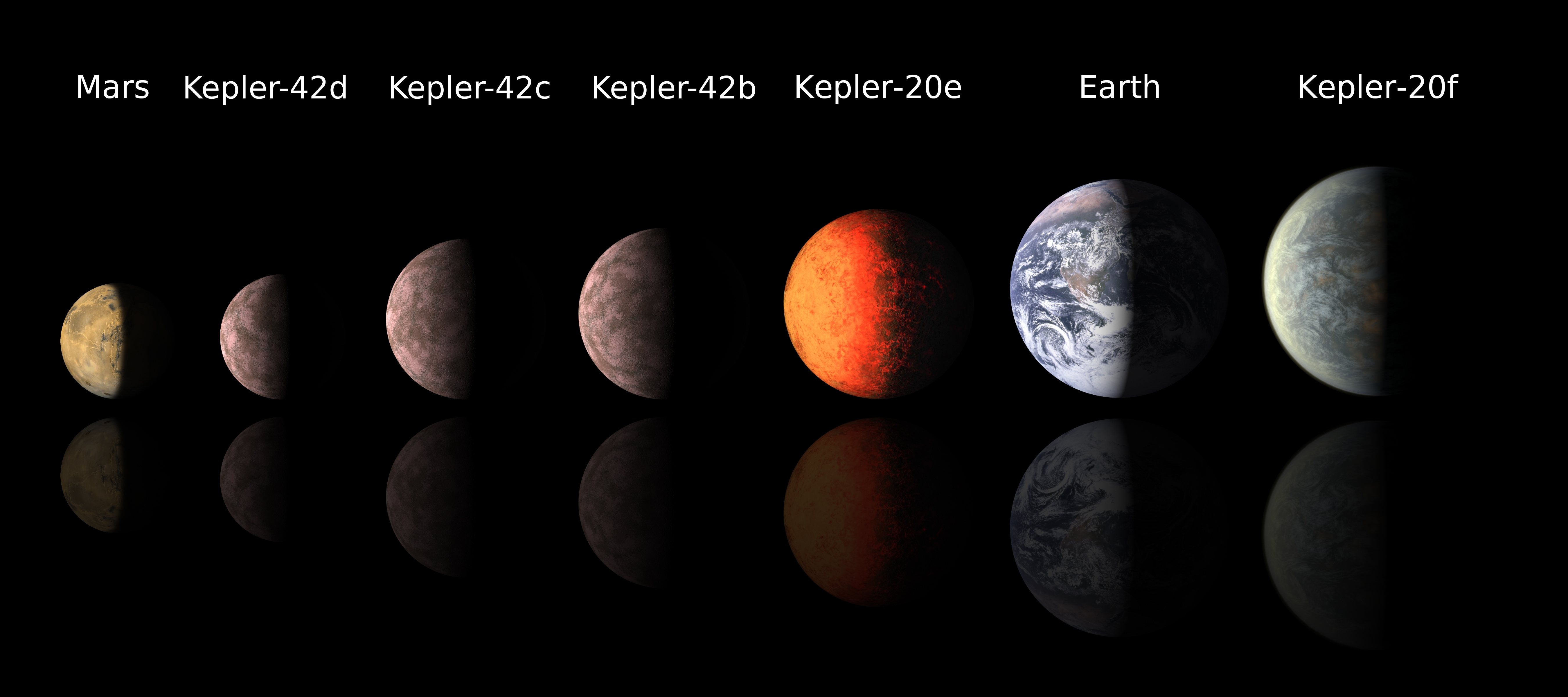
地球と火星、ケプラー20eとfと、ケプラー42の惑星の大きさの比較。

発見された3個の惑星は、大きさ順にケプラー42b(KOI-961 b、KOI-961.01)、ケプラー42c(KOI-961 c、KOI-961.02)、ケプラー42d(KOI-961 d、KOI-961.03)と名づけられた。最も大きいbでも地球の78.5%と金星程度の大きさで、最も小さいdは57.2%と火星程度しかない。dは2013年にケプラー37bが発見されるまで、最も小さな太陽系外惑星であった。

### 軌道

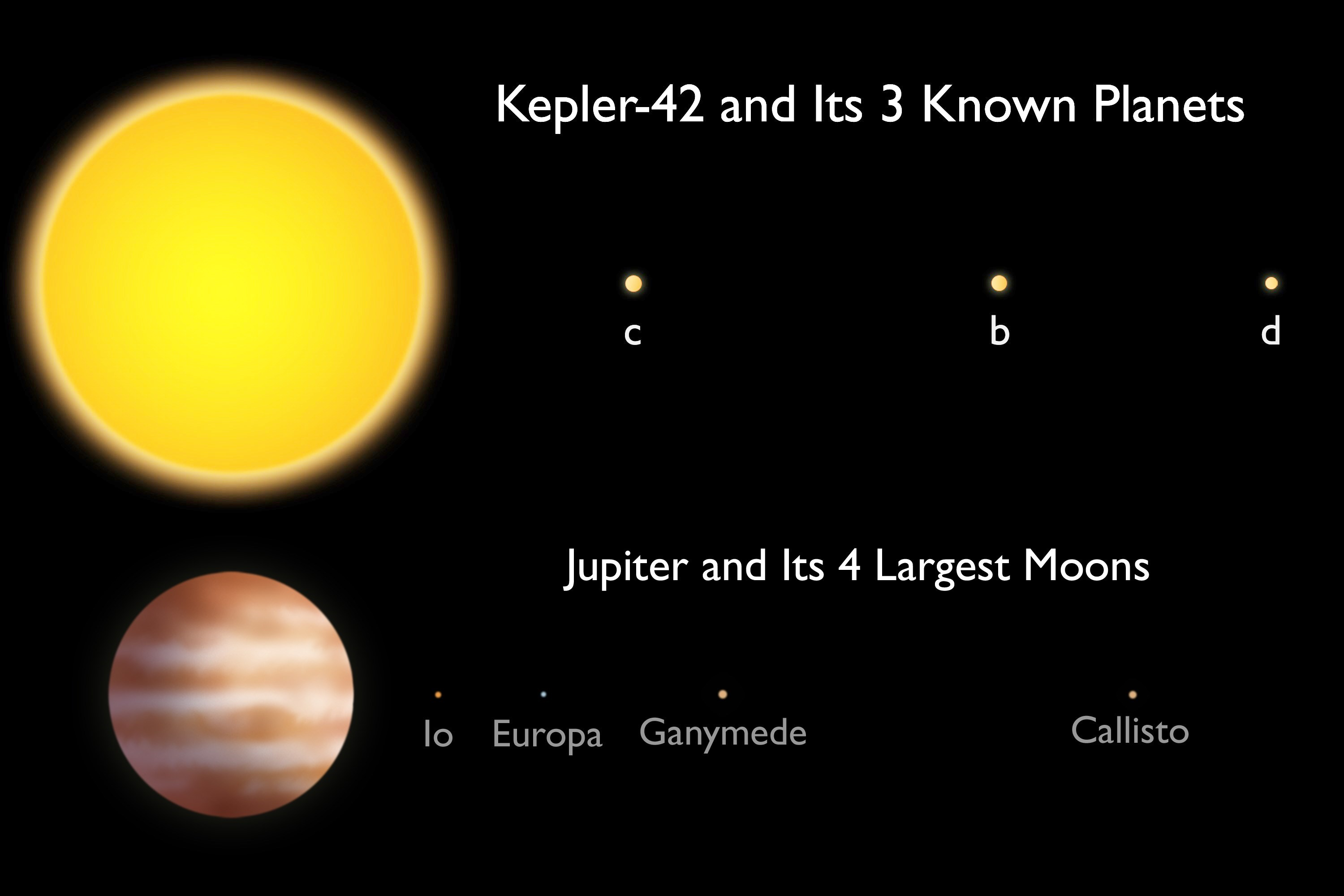
ケプラー42系と木星系の比較。

ケプラー42系の惑星は、公転軌道も非常に小さく、最も遠くを公転するdでも0.0154AU(231万km)しか離れていない。大きさもほぼ木星サイズであるケプラー42を公転する惑星は、木星のガリレオ衛星とあまり変わらない軌道を持っている。

### 表面温度
ケプラー42は、太陽の0.24%という暗い恒星であるが、軌道が近いため表面温度は高くなる。アルベドが地球と同じ0.3と仮定すると、表面温度は455℃～181℃になる。しかし、アルベドを0.9という非常に高い値にすれば、dの表面温度は6.2℃になる。ただし、これらの値は、大気による温室効果を考慮していない。
| 平衡温度    | 地球            | ケプラー42c KOI-961 c | ケプラー42b KOI-961 b | ケプラー42d KOI-961 d |
| アルベド0.3 | -18.4 ℃ 254.8 K | 454.8 ℃ 728.0 K       | 250.4 ℃ 523.6 K       | 181.2 ℃ 454.4 K       |
| アルベド0.9 | -               | 174.4 ℃ 447.6 K       | 48.7 ℃ 321.9 K        | 6.2 ℃ 279.4 K         |

今のところトランジット法でしか観測された事が無いので、例えば離心率などのデータは不明である。
| 名称 （恒星に近い順） | 質量     | 軌道長半径 （天文単位） | 公転周期 (日)           | 軌道離心率 | 軌道傾斜角 | 半径         |
| --------------------- | -------- | ----------------------- | ----------------------- | ---------- | ---------- | ------------ |
| c                     | <2.06 M⊕ | 0.006                   | 0.45328509 ± 0.00000097 | —          | 86.52°     | 0.78±0.22 R⊕ |
| b                     | <2.73 M⊕ | 0.0116                  | 1.2137672 ± 0.0000046   | —          | 78.5°      | 0.73±0.20 R⊕ |
| d                     | <0.9 M⊕  | 0.0154                  | 1.856169 ± 0.000014     | —          | 89.95°     | 0.57±0.18 R⊕ |